# 대한체육회
대한체육회(大韓體育會, Korean Sport & Olympic Committee, KSOC)는 대한민국의 스포츠를 총괄하는 스포츠 행정 기구이다. 대한민국 체육 운동의 범국민화 및 우수 선수 양성으로 국위 선양과 민족 문화 발전에 기여하기 위하여 1920년 7월 13일 전신인 조선체육회(朝鮮體育會)로 설립되어 대한체육회로 설립된 문화체육관광부 소관의 특수법인이며, 대한민국의 아마추어 스포츠 단체를 총괄, 지도하는 문화체육관광부 산하 기타공공기관이다. 또한 국제 올림픽 위원회, 아시아 올림픽 평의회에서 대한민국을 대표하는 국가 올림픽 위원회로서 올림픽, 아시안 게임을 비롯한 국제 스포츠 대회에 참가하는 대한민국의 선수들을 대표한다.
서울특별시 송파구 올림픽로 424(방이동 올림픽회관)에 위치하고 있다. 대한민국 시·도 대항으로 열리는 전국체육대회를 주최한다. 대한올림픽위원회는 대한체육회 산하이면서도 독자적인 결정권을 행사하기도 한다. 또한 대한체육회를 중심으로 경기 종목별로 시·도 및 해외지부 아마추어 스포츠 단체를 결성할 수 있다. 현재 57개 스포츠 종목에 대한 가맹단체가 있으며, 7개 스포츠 종목에 대해서는 인정단체로 분류한다.
2009년 6월 29일, 별도의 단체였던 대한체육회와 대한올림픽위원회는 완전히 통합되어 대한체육회(영어: Korean Olympic Committee, KOC)가 되었다. 영문 명칭은 대한올림픽위원회의 것을 따랐다. 2016년 국민생활체육회와 통합하여 영문 명칭을 변경했다.

## 설립 근거
- 국민체육진흥법[3]

## 주요 사업
- 국민체육진흥의 지속적 수행
- 가맹경기단체, 지부의 육성지도감독
- 국제적 종합경기에 관한 사업
- 전국체전, 소년체전 등 국내대회개최
- 감사분야를 재능기부로 운영

## 연혁

### 대한올림픽위원회
- 1920년 7월 13일 조선체육회 창설[4]
- 1938년 7월 4일 조선체육회 강제 해산
- 1945년 11월 26일 조선체육회를 부활
- 1946년 7월 15일 조선체육회에서 IOC 가입을 위해 런던올림픽대책위원회를 설치. 국가 올림픽 위원회 창설을 논의
- 1947년 5월 16일 한국의 국가 올림픽 위원회인 조선올림픽위원회 창설
- 1947년 6월 20일 제40차 IOC 총회에서 단서 조항이 붙은 예비 인준(provisional recognition). 국가명 영문명칭인 ROK(Republic of Korea)가 아니라 코리아의 영문약자인 KOR(Korea)이었다.
- 1948년 1월 30일 장크트모리츠 동계 올림픽 출전
- 1948년 7월 런던 올림픽에서 처음으로 선수단 파견
- 1952년 헬싱키 올림픽 참가
- 1964년 대한체육회 분리 독립된 사단법인으로 재출발
- 1968년 대한체육회 산하 기구로 편입
- 2009년 6월 29일 대한체육회· KOC 완전 통합 → 대한체육회(KOC)
- 2018년 2월 9일 제23회 평창동계올림픽대회 개회

### 대한체육회
- 1920년 조선체육회 창립
- 1938년 일제에 의해 강제해산
- 광복 직후 부활
- 1954년 사단법인 대한체육회(大韓體育會, Korea Sports Council, KSC)
- 1983년 국민체육진흥법에 따라 특수법인이 되었다.
- 1988년 서울 하계 올림픽 개최

### 옛 로고

대한체육회의 옛 로고
대한올림픽위원회의 옛 로고

## 국제 대회 개최
- 1986년 서울 아시안 게임
- 1988년 서울 하계 올림픽
- 1997년 무주-전주 동계 유니버시아드
- 1999년 강원 동계 아시안 게임
- 2002년 부산 아시안 게임
- 2003년 대구 하계 유니버시아드
- 2014년 인천 아시안 게임
- 2015년 광주 하계 유니버시아드
- 2018년 평창 동계 올림픽
- 2024년  강원 동계 청소년 올림픽

## 조직

### 대한체육회
- 감사실

#### 사무총장
- 클린스포츠센터
- 홍보실

##### 사무부총장
- 공정체육실
- 스포츠마케팅사업단
- 기획조정본부
  - 기획부
  - 예산부
  - 인사총무부
  - 스포츠정보화부
- 체육진흥본부
  - 종목육성부
  - 지역체육부
  - 대회운영부
  - 교육복지부
- 학교생활체육본부
  - 지역체육부
  - 생활체육부
  - 스포츠클럽부
  - 학교체육부
- 국제본부
  - 국제교류부
  - 국제대회부

#### 선수촌장
- 훈련본부
  - 훈련기획부
  - 훈련지원부
  - 의과학부
  - 선수촌관리부
  - 태릉선수촌운영부

### 역대 회장
- 1대 장두현 (1920~1921)
- 2대 고원훈 (1921~1923)
- 3대 최린 (1923~1924)
- 4대 박창하 (1924)
- 5대 이동식 (1924~1925)
- 6대 김규면 (1925)
- 7대 신흥우 (1925~1927)
- 8대 유억겸 (1927~1928)
- 9대 윤치호 (1928~1937)
- 10대 유억겸 (1937~1938)
- 11대 여운형 (1945~1947)
- 12대 유억겸 (1947)
- 13대 정환범 (1948)
- 14대 신익희 (1948~1949)
- 15대 신흥우 (1949~1951)
- 16대 조병옥 (1951~1952)
- 17대 이기붕 (1952~1960)
- 18대 이철승 (1961)
- 19대 김동하 (1961~1962)
- 20대 이주일 (1962)
- 21대 이효 (1963~1964)
- 22대 민관식 (1964~1971)
- 23대 김용우 (1971)
- 24대 김택수 (1971~1979)
- 25대 박종규 (1979~1980)
- 26대 조상호 (1980~1982)
- 27대 정주영 (1982~1984)
- 28대 노태우 (1984~1985)
- 29대 김종하 (1985~1989)
- 30대 김종열 (1990~1993)
- 31~33대 김운용 (1994~2002)
- 34대 이연택 (2002~2005)
- 35대 김정길 (2005~2008)
- 36대 이연택 (2008~2009)
- 37대 박용성 (2009~2013)
- 38대 김정행 (2013~2016)
- 39대 강영중 (2016)
- 40~41대 이기흥 (2016~2024)
- 권한대행 김오영 (2024~2025)
- 42대 유승민 (2025~)

## 회원 종목

### 정회원 단체
| 종목                                                      | 협회                         | 가맹             | 비고 |
| --------------------------------------------------------- | ---------------------------- | ---------------- | ---- |
| 스피드스케이팅 쇼트트랙 피겨스케이팅                      | 대한빙상경기연맹             | 1945년 11월 26일 |      |
| 역도                                                      | 대한역도연맹                 | 1945년 11월 26일 |      |
| 유도                                                      | 대한유도회                   | 1945년 11월 26일 |      |
| 육상 경기                                                 | 대한육상연맹                 | 1945년 11월 26일 |      |
| 기계 체조 리듬 체조                                       | 대한체조협회                 | 1945년 11월 26일 |      |
| 축구                                                      | 대한축구협회                 | 1945년 11월 26일 |      |
| 핸드볼                                                    | 대한핸드볼협회               | 1945년 11월 26일 |      |
| 씨름                                                      | 대한씨름협회                 | 1946년 3월 7일   |      |
| 레슬링                                                    | 대한레슬링협회               | 1946년 7월 15일  |      |
| 승마                                                      | 대한승마협회                 | 1946년 7월 15일  |      |
| 자전거 경기                                               | 대한자전거연맹               | 1946년 7월 15일  |      |
| 농구                                                      | 대한민국농구협회             | 1946년 9월 15일  |      |
| 배구                                                      | 대한배구협회                 | 1946년 10월 25일 |      |
| 야구 소프트볼                                             | 대한야구소프트볼협회         | 1946년 10월      |      |
| 야구 아이스하키                                           | 대한아이스하키협회           | 1947년 1월       |      |
| 정구                                                      | 대한소프트테니스협회         | 1948년 9월       |      |
| 복싱                                                      | 대한복싱협회                 | 1953년 5월       |      |
| 럭비                                                      | 대한럭비협회                 | 1953년 9월       |      |
| 스키                                                      | 대한스키협회                 | 1953년 9월 13일  |      |
| 테니스                                                    | 대한테니스협회               | 1953년 9월 13일  |      |
| 탁구                                                      | 대한탁구협회                 | 1954년 1월       |      |
| 궁도                                                      | 대한궁도협회                 | 1954년 3월 16일  |      |
| 수영 수구 다이빙 아티스틱스위밍 오픈워터스위밍 하이다이빙 | 대한수영연맹                 | 1954년 11월      |      |
| 검도                                                      | 대한검도회                   | 1956년 7월 14일  |      |
| 사격 경기                                                 | 대한사격연맹                 | 1956년 7월 14일  |      |
| 펜싱                                                      | 대한펜싱협회                 | 1961년 2월 23일  |      |
| 배드민턴                                                  | 대한배드민턴협회             | 1962년 1월 28일  |      |
| 조정                                                      | 대한조정협회                 | 1963년 2월 23일  |      |
| 롤러 스포츠                                               | 대한롤러스포츠연맹           | 1981년 9월 10일  |      |
| 볼링                                                      | 대한볼링협회                 | 1981년 9월 10일  |      |
| 세일링                                                    | 대한요트협회                 | 1981년 9월 10일  |      |
| 양궁                                                      | 대한양궁협회                 | 1983년 3월 4일   |      |
| 카누                                                      | 대한카누연맹                 | 1985년 2월 27일  |      |
| 골프                                                      | 대한골프협회                 | 1986년 2월 13일  |      |
| 근대5종                                                   | 대한근대5종연맹              | 1987년 2월 27일  |      |
| 보디빌딩                                                  | 대한보디빌딩협회             | 1989년 2월 18일  |      |
| 게이트볼                                                  | 대한게이트볼협회             | 1991년 9월 3일   |      |
| 수상스키 웨이크보딩                                       | 대한수상스키웨이크스포츠협회 | 1992년 2월 24일  |      |
| 핀수영                                                    | 대한수중핀수영협회           | 1992년 2월 24일  |      |
| 우슈                                                      | 대한우슈협회                 | 1992년 2월 24일  |      |
| 세팍타크로                                                | 대한세팍타크로협회           | 1994년 2월 1일   |      |
| 족구                                                      | 대한민국족구협회             | 1995년 2월 17일  |      |
| 봅슬레이 스켈레톤                                         | 대한봅슬레이스켈레톤경기연맹 | 1996년 2월 27일  |      |
| 컬링                                                      | 대한컬링연맹                 | 1996년 2월 27일  |      |
| 트라이애슬론                                              | 대한철인3종협회              | 1997년 2월 26일  |      |
| 등산                                                      | 대한산악연맹                 | 1999년 2월 19일  |      |
| 패러글라이딩                                              | 대한패러글라이딩협회         | 2000년 2월 17일  |      |
| 바이애슬론                                                | 대한바이애슬론연맹           | 2000년 2월 24일  |      |
| 기공                                                      | 대한국학기공협회             | 2001년 5월 14일  |      |
| 스쿼시                                                    | 대한스쿼시연맹               | 2003년 2월 27일  |      |
| 필드하키                                                  | 대한하키협회                 | 2004년 7월 10일  |      |
| 줄넘기                                                    | 대한민국줄넘기협회           | 2005년 1월       |      |
| 당구                                                      | 대한당구연맹                 | 2005년 2월 28일  |      |
| 댄스스포츠                                                | 대한민국댄스스포츠연맹       | 2007년 2월 26일  |      |
| 택견                                                      | 대한택견회                   | 2007년 2월 26일  |      |
| 루지                                                      | 대한루지경기연맹             | 2008년 2월 27일  |      |
| 바둑                                                      | 대한바둑협회                 | 2009년 2월 19일  |      |
| 그라운드골프                                              | 대한그라운드골프협회         | 2009년 2월 24일  |      |
| 파크골프                                                  | 대한파크골프협회             | 2009년 4월 28일  |      |
| 에어로빅                                                  | 대한에어로빅힙합협회         | 2017년 5월 23일  |      |
| 가라테                                                    | 대한가라테연맹               | 2017년 6월 8일   |      |
| 합기도                                                    | 대한민국합기도총협회         | 2018년 10월 2일  |      |
| 주짓수                                                    | 대한주짓수회                 | 2019년 7월 24일  |      |

### 준회원 단체
- 대한킥복싱협회 (2012년 가입)
- 대한요가회 (2014년 가입)
- 한국e스포츠협회 (2019년 가입)
- 대한크라쉬연맹 (2024년 가입)

### 인정 단체
- 대한민국줄다리기협회 (2001년 가입)
- 대한카바디협회 (2009년 가입)
- 대한플라잉디스크연맹 (2009년 가입)
- 대한치어리딩협회 (2015년 가입)
- 대한피구연맹 (2015년 가입)
- 대한오리엔티어링연맹 (2018년 가입)
- 대한특공무술중앙회 (2018년 가입)
- 대한플로어볼협회 (2018년 가입)
- 대한파워보트연맹 (2019년 가입)
- 대한테크볼협회 (2020년 가입)
- 대한무에타이협회 (2021년 가입)
- 한국브리지협회 (2021년 가입)
- 대한한궁협회 (2021년 가입)
- 대한체스연맹 (2022년 가입)
- 대한서핑협회 (2023년 가입)

### 취소 및 탈퇴
- 대한걷기협회
- 대한국무도연맹
- 대한낚시협회
- 대한라켓볼협회
- 대한모터사이클연맹
- 대한벨리댄스연맹
- 대한삼보연맹
- 대한생활무용협회
- 대한용무도협회
- 대한우드볼연맹
- 대한이종격투기연맹
- 대한자동차경주협회
- 대한전통선술협회
- 대한종합무술협회
- 대한크리켓협회
- 대한폴로협회
- 한국프리테니스협회
- 대한민국항공회

## 참고 문헌
- 대한체육회 (1970). 《대한체육회 50년》. 2020년 11월 8일에 원본 문서에서 보존된 문서. 2021년 4월 26일에 확인함.
- 대한체육회 (1990). 《대한체육회 70년사》. 2020년 11월 8일에 원본 문서에서 보존된 문서. 2021년 4월 26일에 확인함.
- 대한체육회 (2011). 《대한체육회 90년사》. 2020년 11월 8일에 원본 문서에서 보존된 문서. 2021년 4월 26일에 확인함.
- 〈대한체육회〉. 《한국민족문화대백과사전》. 한국학중앙연구원.
- 〈대한체육회〉. 《두피디아》. 두산.
- 〈대한체육회〉. 《체육학대사전》. 민중서관.
- 〈대한체육회〉. 《네이버 기관단체사전》. 굿모닝미디어.
- “대한체육회 회원종목단체 경영 공시”. 대한체육회.

## 같이 보기
- 태릉국가대표선수촌
- 진천국가대표선수촌
- 올림픽 대한민국 선수단
- 전국체육대회
- 대한장애인체육회